# Љето за сјећање
„Љето за сјећање” је југословенски филм из 1990. године. Режирао га је Бруно Гамулин који је написао и сценарио.

## Радња
пред крај деветнаестог века, загребачки гимназијалац Густав одлази на село, где проводи школске празнике. Ту се зближи с деликатном девојчицом Смиљком те је сведок неконвенционалног односа младог уметника Зефира и младе, атрактивне контесе...

## Улоге
| Глумац                 | Улога                  |
| ---------------------- | ---------------------- |
| Лука Милас             | Густа                  |
| Дора Липовчан          | Смиља                  |
| Бранислав Лечић        | Зефир / одрасли Густав |
| Сузана Николић         | Грофица                |
| Фабијан Шоваговић      | Ујак                   |
| Милка Подруг Кокотовић | Тончика                |
| Реља Башић             | Гроф                   |
| Дејан Аћимовић         |                        |
| Ненад Цветко           |                        |
| Данко Љуштина          |                        |
| Јосип Мароти           |                        |
| Јадранка Матковић      | Часна сестра           |

Остале улоге ▼
| Глумац                 | Улога                 |
| ---------------------- | --------------------- |
| Златко Ожболт          |                       |
| Жарко Поточњак         | Зубар                 |
| Матија Прскало         |                       |
| Урса Раукар            |                       |
| Барбара Роко           |                       |
| Крунослав Шарић        |                       |
| Семка Соколовић Берток |                       |
| Звонимир Торјанац      | (као Звонко Торјанац) |
| Бранка Трлин Матула    |                       |
| Вера Зима              |                       |

## Награде
- Пула 90' - Велика сребрна арена за други најбољи филм[2][3]
- Ниш 90' - Гран при Ћеле кула Браниславу Лечићу; награда најбољем дебитанту Луки Миласу[2][4]